# Exposities van Theo van Doesburg

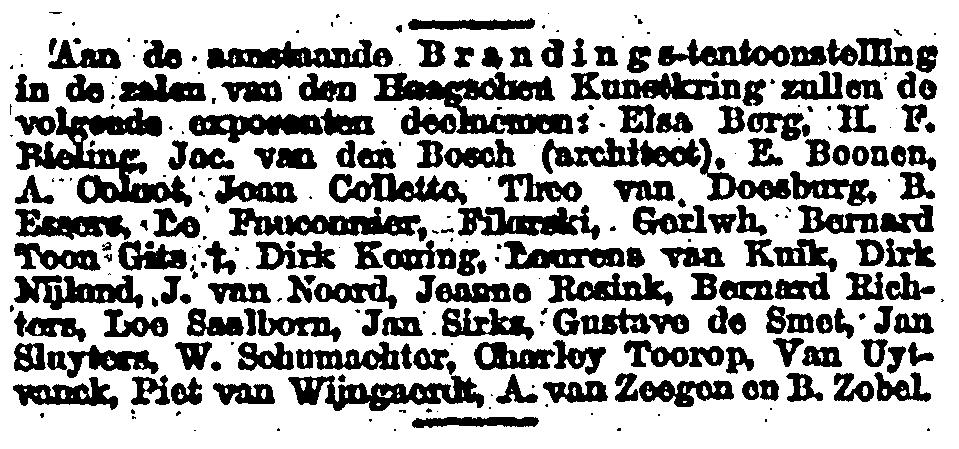
Aankondiging van de tentoonstelling van De Branding. Afkomstig uit de NRC (12 september 1918).

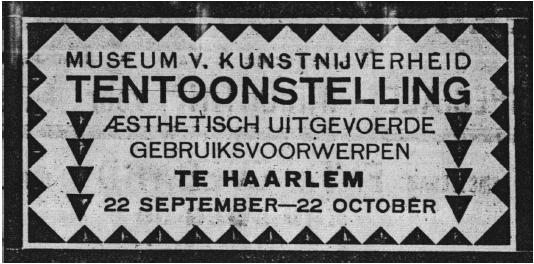
Anoniem. Advertentie voor de tentoonstelling 'Æesthetisch uitgevoerde gebruiksvoorwerpen', Haarlem. Afkomstig uit Haarlems Dagblad (20 september 1919).

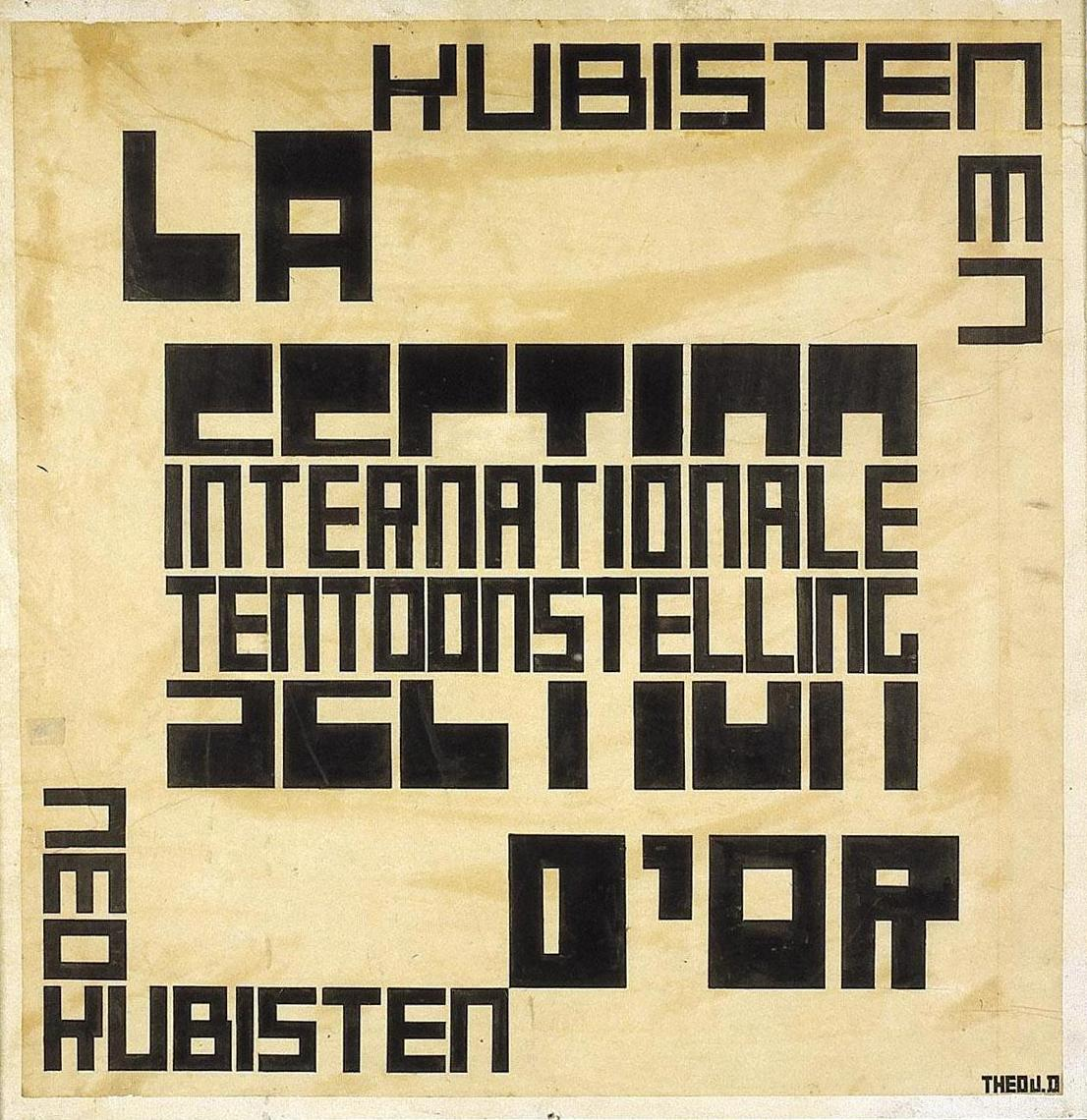
Theo van Doesburg. Ontwerp voor een affiche voor de tentoonstelling 'La Section d'Or'. Circa 1920. Oost-Indische inkt op papier. 65 × 62,5 cm. Instituut Collectie Nederland.

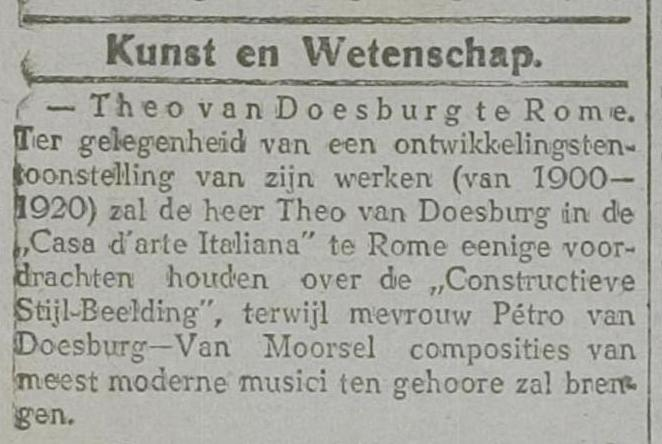
Aankondiging van de overzichtstentoonstelling van Theo van Doesburg in de Casa d'Arte Italiana in Rome. Afkomstig uit het Amersfoortsche Dagblad (30 maart 1921).

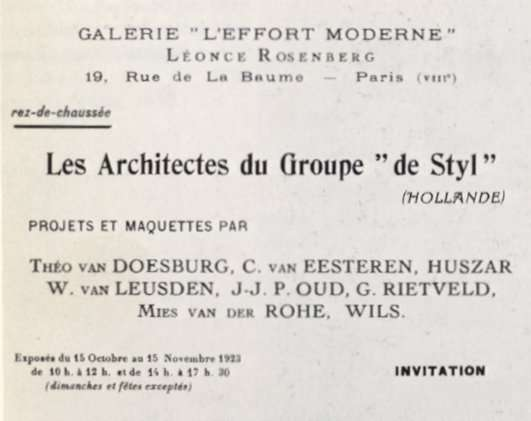
Officiële uitnodiging voor de tentoonstelling "De Stijl", Parijs.

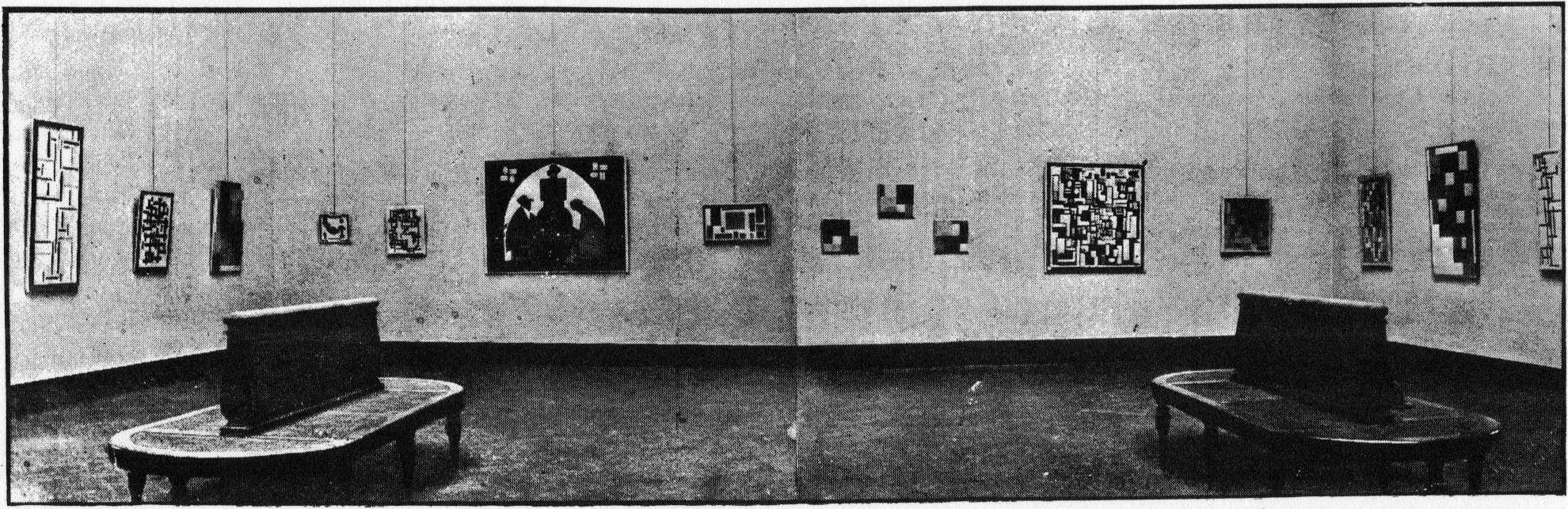
Overzichtstentoonstelling Theo van Doesburg, Landesmuseum, Weimar. 1923-1924.

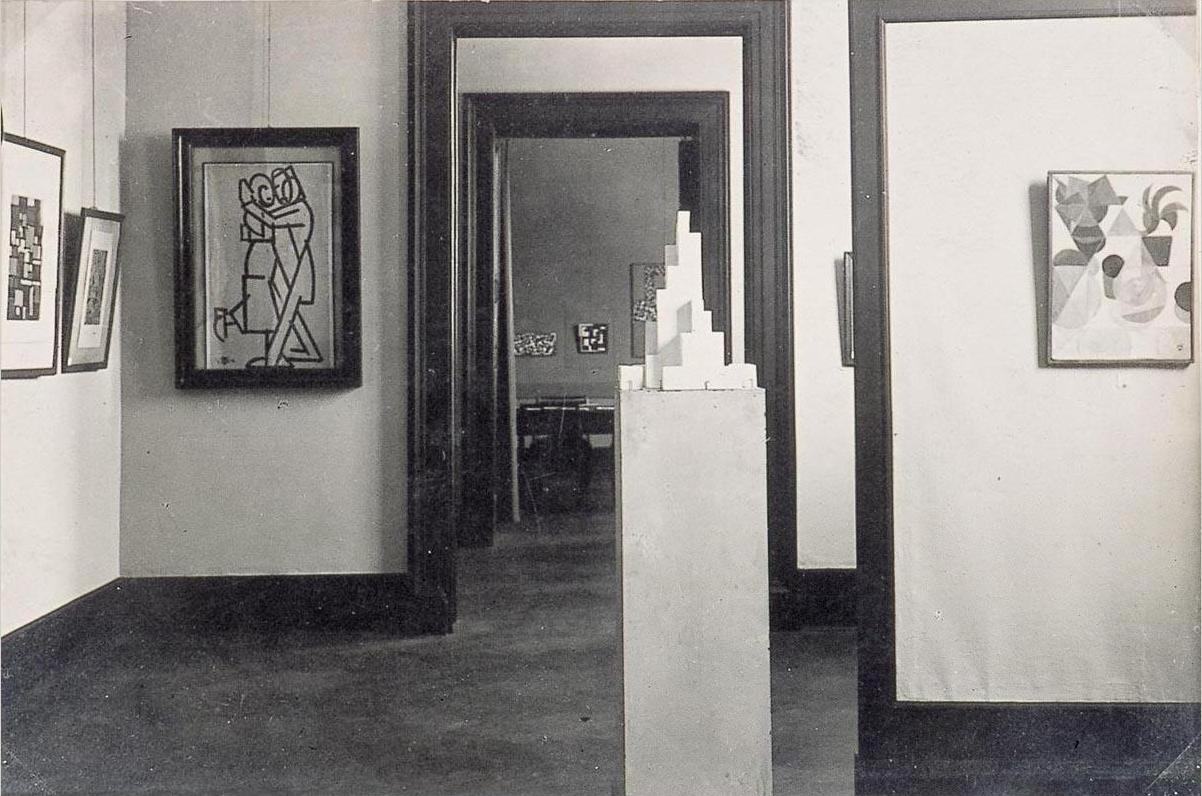
Overzichtstentoonstelling Theo van Doesburg, Landesmuseum, Weimar. 1923-1924.

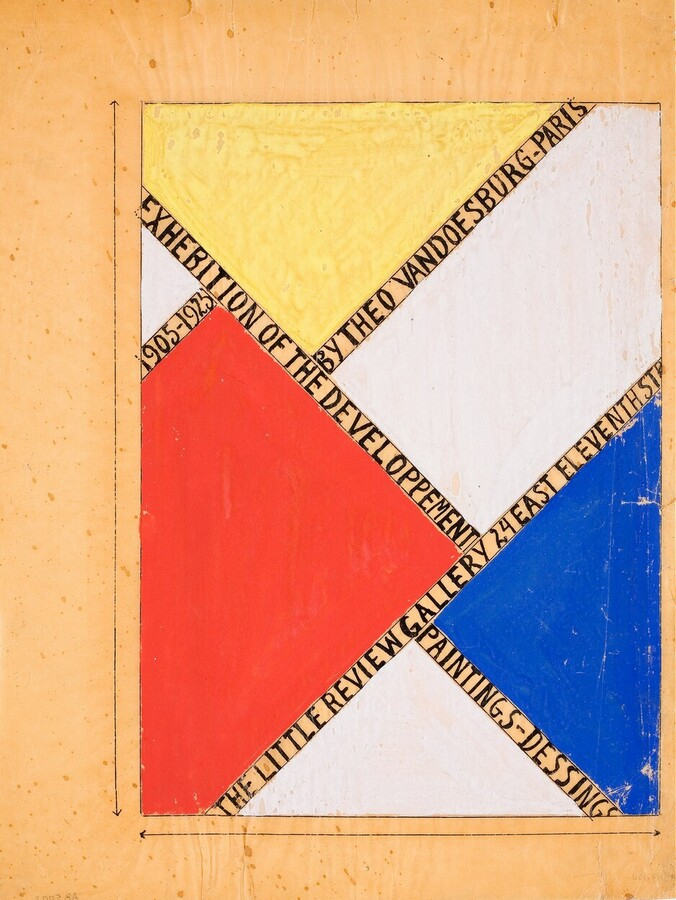
Theo van Doesburg. Ontwerp voor affiche The Little Review Gallery. 1925. Potlood, Oost-Indische inkt en gouache op transparant papier. 32,5 × 25 cm. Otterlo, Kröller-Müller Museum.

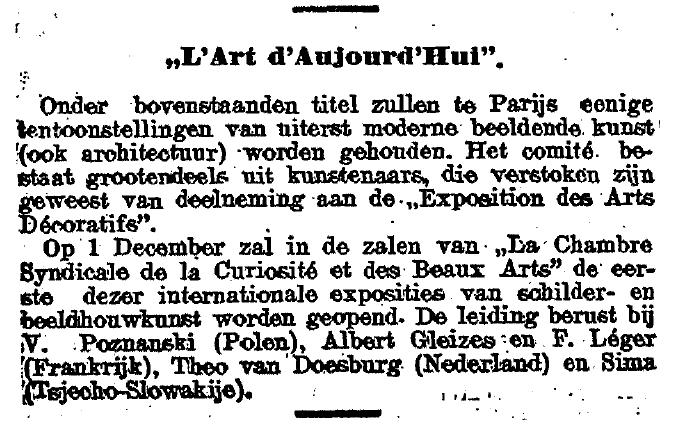
Aankondiging van de tentoonstelling Art d'Aujourd'hui. Afkomstig uit de NRC (24 november 1925).

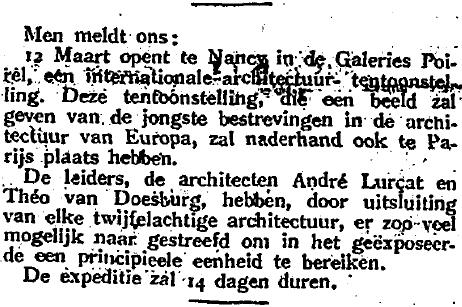
Aankondiging van de Deuxième Exposition Annuelle in Nancy. Afkomstig uit Het Vaderland (8 maart 1926).

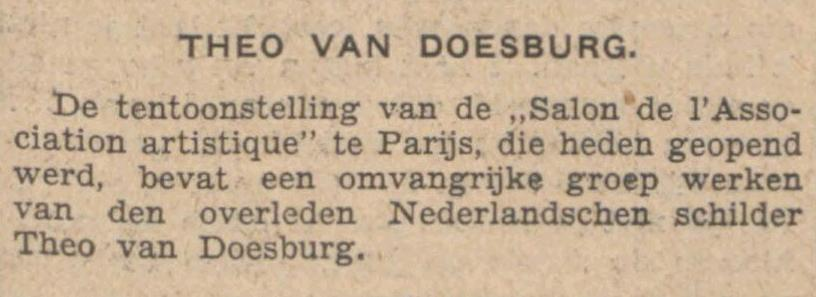
Aankondiging van de overzichtstentoonstelling van Van Doesburg in Parijs. Afkomstig uit het Algemeen Handelsblad (15 januari 1932).

Dit is een (niet compleet) overzicht van Exposities van Theo van Doesburg.

## 1908
- Tentoonstelling van teekeningen en schetsen van Theo van Doesburg, 30 juli-10 augustus 1908, Haagsche Kunstkring, Den Haag.

## 1912
- De Vierjaarlijksche. Internationale tentoonstelling van hedendaagsche kunst, 15 april-15 juli 1912, Stedelijk Museum, Amsterdam.

## 1914
- Artistes Indépendants. 30e exposition, 1 maart-30 april 1914, Parijs.

## 1916
- De Anderen, 7 mei-7 juni 1916 (verlengd tot tweede helft juni), Kunstzalen d'Audretsch, Den Haag.
- De Onafhankelijken. 7e tentoonstelling, 7 mei-7 juni 1916, Amsterdam.
- De Onafhankelijken. 8e tentoonstelling, november-december 1916, Amsterdam.

## 1917
- Eerste tentoonstelling van leden en genoodigden van De Sphinx, 18-31 januari, De Harmonie, Leiden.
- Tentoonstelling van schilderyen [sic], juli-augustus, Domburg.[a]

## 1918
- Tentoonstelling van kunstnijverheid en volkskunst, 27 april-2 juni 1918, Academie van Beeldende Kunsten en Technische Wetenschappen, Rotterdam.
- De Branding, 15 september-15 oktober 1918, Haagsche Kunstkring, Den Haag.

## 1919
- Tentoonstelling van hedendaagsche Nederlandsche kunst, 16 februari-9 maart, St. Maarten, Gebouw voor Kunsten en Wetenschappen, Utrecht.[1]
- De Rotterdammers, april, Academie voor Beeldende Kunsten, Rotterdam.
- Tentoonstelling voor aesthetisch uitgevoerde gebruiksvoorwerpen, 22 september-22 oktober (verlengd tot 29 oktober), Museum voor Kunstnijverheid, Haarlem.
- Jaarbeurs voor Kunstnijverheid, 1 november-1 december, Stedelijk Museum, Amsterdam.

## 1920
- La Section d'Or - Paris. Internationale tentoonstelling van werken van kubisten en neo kubisten, 20 juni-4 juli 1920, Rotterdamsche Kunstkring, Rotterdam.
- La Section d'Or - Paris. Internationale tentoonstelling van werken van kubisten en neo kubisten, 11 juli-1 augustus 1920, Haagsche Kunstkring, Den Haag.
- La Section d'Or - Paris. Internationale tentoonstelling van werken van kubisten en neo kubisten, augustus-september 1920, Korenbeurs, Arnhem.
- La Section d'Or - Paris. Internationale tentoonstelling van werken van kubisten en neo kubisten, 23 oktober-7 november 1920, Stedelijk Museum, Amsterdam.
- La Section d'Or - Paris. Internationale tentoonstelling van werken van kubisten en neo kubisten, na 7 november 1920, Sélection, Brussel.
- Junge Niederländische Kunst (1. Ausländische Austauch-Ausstellung), 4 december-?, Kronprinzenpalais, Berlijn.
- Exposition Internationale d'art moderne, 26 december 1920-25 januari 1921, Palais Electorale, Genève.[2]

## 1921
- Junge Niederländische Kunst (1. Ausländische Austauch-Ausstellung), januari (?) 1921, Leipzig.
- Junge Niederländische Kunst (1. Ausländische Austauch-Ausstellung), 1921, Kestner Gesellschaft, Hannover.
- Junge Niederländische Kunst (1. Ausländische Austauch-Ausstellung), 1921, Hamburger Hansa Werkstätten, Hamburg.
- La Section d'Or - Paris, april 1921, Casa d'Arte Italiana, Rome.
- La Section d'Or - Paris, mei 1921, Parijs.
- Junge Niederländische Kunst (1. Ausländische Austauch-Ausstellung), juli-augustus 1921, Düsseldorf.

## 1922
- Vilmos Huszár, Theo van Doesburg, Bart van der Leck, 19 februari-5 maart, Pictura, Groningen.
- 1. Internationale Kunstausstellung, 28 mei-3 juli, Kaufhaus Teitz, Düsseldorf.[b]

## 1923
- Grosse Berliner Kunstausstellung, 19 mei-17 september 1923, Landesaustellungsgebäude am Lehrter Bahnhof, Berlijn.
- Les Architect du Groupe "de Styl", 15 oktober-15 november, Galerie L'Effort Moderne (van Leonce Rosenberg), Parijs.
- Retrospektiv Theo van Doesburg, 16 december 1923-23 januari 1924, Landesmuseum, Weimar.[c]

## 1924
- [Retrospektiv Theo van Doesburg], ?-15 april 1924, Kestner Gesellschaft, Hannover.[d]
- Architecture et arts qui s'y rattachent, 22 maart-30 april, École Spéciale d'Architecture, Parijs.[e]

## 1925
- Theo van Doesburg. Bilder, Zeichnungen, Entwürfe, Glasmalerei, Architektur, 1 maart-eind maart 1925, Der Quader, Hannover.
- Works by Leger, (...), Theo van Doesburg, maart-11 april 1925, The Little Review Gallery (van Jane Heap), New York.
- Ausstellung der Novembergruppe, 30 mei-30 juni 1925, Der Berliner Secession, Berlijn.
- De Branding. 10 jaar, 19 december 1925-1 januari 1926, Stedelijk Museum, Amsterdam.
- L'Art d'Aujourd'hui, 30 november-21 december 1925, Syndicat des Antiquaires, Parijs.

## 1926
- De Branding. 10 jaar, 17-31 januari 1926, Oude Postkantoor, Rotterdam.
- Deuxième Exposition Annuelle (Comité Nancy-Paris), 12-31 maart 1926, Galeries Poirel, Nancy.
- Groepstentoonstelling, april-mei 1926, The Little Review Gallery, New York.

## 1927
- Salon des Indédendants, Parijs.[3]
- Grosse Merzausstellung, Hannover.[4]
- Neue Reklame, 22 mei-12 juni, Kunstverein, Jena.

## 1929
- Société des "Artistes Indépendants". 40e exposition, 18 januari-28 februari 1929, Grand Palais des Champs-Élysées, Parijs.
- Premier Salon d'Art Français Indépendants, 8 februari-10 maart 1929, Palais des Expositions, Parijs.
- Neue Typographie, 20 april-20 mei 1929, Staatliche Kunstbibliothek, Berlijn.
- ESAC. Expositions sélectes d'art contemporain, 2 oktober-eind november 1929, Stedelijk Museum, Amsterdam.[f]
- Abstrakte und Surrealistische Malerei und Plastik, 6 oktober-3 november 1929, Kunsthaus Zürich, Zürich.
- Les Surindépendants, 26 oktober-25 november 1929, Porte de Versailles Parc des Expositions, Parijs.
- Exposición de arte moderno nacional y extranjero, 31 oktober-15 november 1929, Galerías Dalmau, Barcelona.
- Malerei der Abstrakten und der Pariser Surrealisten, november-december 1929, Graphisches Kabinett/Juryfreie, München.
- ESAC. Expositions sélectes d'art contemporain, 10 december 1929-5 januari 1930, Pulchri Studio, Den Haag.

## 1930
- AC. Internationell utställning av post-kubistisk konst, augustus, Parkrestauranten Stockholms utställningen, Stockholm.
- Production Paris 1930. Werke der Malerei und Plastik, 8 oktober-15 november 1930, Kunstsalon Wolfsberg, Zürich.

## 1931
- ‘1940’. Première exposition, 11-30 juni 1931, Galerie de la Renaissance, Parijs.

## 1932
- ‘1940’. Deuxième exposition Rétrospective Van Doesburg, 15 januari-1 februari 1932, Porte de Versailles Parc des Expositions, Parijs.[g]
- Katalog wystawy drukarstwa nowoczesnego a.r. Grupa Sztuki Nowoczesnej, mei 1932, a.r., Łódź.
- Ring der neuen Werbegestalter, september 1932, Stuttgart.

## 1933
- Abstraction-Création, 22 december 1933-?, Galerie 'abstraction-création', Parijs.

## 1934
- Exposition Théo van Doesburg, 16-30 maart, Galerie 'abstraction-création', Parijs.
- Exposition ‘abstract-création’, 30 maart-12 april, Galerie 'abstraction-création', Parijs.

## 1935
- Société des Artistes Indédendants. 46e exposition, 18 januari-3 maart 1935, Grand Palais des Champs-Élysées, Parijs.

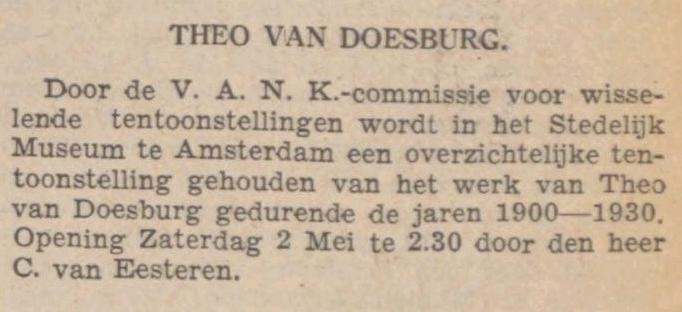
Aankondiging van de overzichtstentoonstelling van Van Doesburg in het Stedelijk Museum, Amsterdam. Afkomstig uit het Algemeen Handelsblad (28 april 1936).

## 1936
- Teekeningen en architectuurontwerpen van Theo van Doesburg, 2 maart-18 april 1936, Prentenkabinet Rijksuniversiteit, Leiden.
- Cubism and abstract art, 2 maart-19 april 1936, Museum of Modern Art, New York.
- Theo van Doesburg, 2-31 mei 1936, Stedelijk Museum, Amsterdam.[h]
- Theo van Doesburg, 20 juni-16 juli 1936, Stedelijk Van Abbemuseum, Eindhoven.

## 1937
- Konstruktivisten, 16 januari-14 februari 1937, Kunsthalle, Bazel.
- Liniens Sammenslutning. Efter-expressionisme, abstrakt kunst, neoplasticisme, surrealisme, 1-13 september, Den frie Udstilling's Bygning, Kopenhagen.

## 1938
- Abstracte kunst, 2-24 april 1938, Stedelijk Museum, Amsterdam.[5]
- International nytidskunst. Konstruktivisme, neoplasticisme, abstrakte kunst, surrealisme, 16 september-2 oktober 1938, Kunstnerforbrendes, Oslo.

## 1939
- Abstract and concrete art, 10-27 mei 1939, Guggenheim Jeune, Londen.
- Salon des Réalistes Nouvelles, Renaissance plastique. 1re exposition (2me série). Oeuvres des artistes étrangers, 30 juni-15 juli 1939, Galerie Charpentier, Parijs.

## 1942
- Masters of abstract art, 1 april-15 mei, Helena Rubinstein's New Art Center, New York.

## 1944
- Konkrete Kunst, 18 maart-16 april, Kunsthalle, Bazel.

## 1945
- Art Concret, 15 juni-13 juli, Galerie René Drouin, Parijs.

## 1946
- Moderne Holländische Kunst 1885-1945, 25 mei-23 juni, Kunsthalle, Bazel.
- 1er Salon des Réalités Nouvelles. Art abstrait, concret, constructivisme, nonfiguratif, 19 juli-18 augustus, Palais des Beaux-Arts de la Ville de Paris, Parijs.

## 1947
- The white plane, 19 maart-12 april 1947, The Pinacotheca, New York.
- Theo van Doesburg. Retrospective exhibition, 29 april-31 mei 1947, Art of this Century Gallery, New York.
- Walt Kuhn, Lyonel Feininger and Theo van Doesburg, juni-15 juli 1947, County Museum of Art, Los Angeles.
- Theo van Doesburg, 29 juli-24 augustus 1947, San Francisco Museum of Modern Art, San Francisco.
- Theo van Doesburg, september 1947, Henry Art Gallery, Seattle.
- Theo van Doesburg. Paintings, drawings, photographs and architectural drawings, 15 oktober-8 november 1947, The Renaissance Society of the University of Chicago, Chicago.
- Theo van Doesburg, 20 november-12 december 1947, Cincinnati Art Museum, Cincinnati.
- Paintings toward architecture, december 1947, Wadsworth Atheneum, Hartford, Connecticut.

## 1948
- Exhibition Van Doesburg, 5-23 januari 1948, Robinson Hall, Harvard University, Cambridge, Massachusetts.
- La Collezione Peggy Guggenheim, juni, XXIV Biennale, Grieks Paviljoen, Venetië.
- A pintura Holandesa de 1880 até hoje, 31 augustus-?, Instituto Brasil-Holanda, Rio de Janeiro.

## 1949
- Group show, 1949, The Pinacotheca, New York.
- Les premiers maîtres de l'art abstrait, eind april-3 juni, Galerie Maeght, Parijs.
- Isms in art since 1800, 3 februari-9 maart, Museum of Art, Rhode Island School of Design, Providence.
- La Collezione Guggenheim, 19 februari-10 maart, Palazzo Strozzi, Florence.
- La Collezione Guggenheim, juni, Palazzo Reale, Milaan.
- Modern art in your life, 5 september-4 december, Museum of Modern Art, New York.

## 1950
- Saidie A. May Collection of modern paintings and sculpture, 17 maart-16 april, Baltimore Museum of Art, Baltimore.
- An exhibition commemorating the 30th anniversary of the Société Anonyme, Museum of Modern Art 1920, 30 april-?, Yale University Art Gallery, New Haven.

## 1951
- Naamloze groepstentoonstelling, 4-20 januari 1951, Rose Fried Gallery, New York.
- Surrealisme + abstractie. Keuze uit de verzameling Peggy Guggenheim, 19 januari-26 februari 1951, Stedelijk Museum, Amsterdam.
- Surrealisme + abstractie. Keuze uit de verzameling Peggy Guggenheim, Paleis voor Schone Kunsten, Brussel.
- J.J.P. Oud. Architect, februari 1951, Museum Boijmans Van Beuningen, Rotterdam.
- Schil-der-kunst, 9 februari-24 maart 1951, Prinsenhof, Delft.
- The arts from 1900-1925, 2 februari-4 maart 1951, Cincinnati Art Museum, Cincinnati.
- Theo van Doesburg, 5-31 maart 1951, Rose Fried Gallery, New York.
- [titel onbekend], 15 maart-19 april 1951, Vassar College, Poughkeepsie.
- Moderne Kunst aus der Sammlung Peggy Guggenheim, april-mei 1951, Kaushaus, Zürich.
- Painters of de Stijl. Debut of abstract art in Holland, 1917-21, 17 mei-2 juni 1951, Sidney Janis Gallery, New York.
- De Stijl, 6 juli-25 september 1951, Stedelijk Museum, Amsterdam.
- Neoplasticism, september 1951, Samlaren, Stockholm.
- Mr. and Mrs. Harry Lewis Winston Collection, 8-25 november 1951, Museum of Cranbrook Academy of Art, Bloomfield Hills.

## 1952
- Société Anonyme Collection, 9 maart-6 april, Lyman Allyn Museum, Londen.
- Some aspects of modern Dutch painting, 26 maart-26 april, Redfern Gallery, Londen.
- De Stijl, 14 juni-9 oktober 1952, Grieks Paviljoen, XXVI Biennale, Venetië.
- Canadian National Exhibition, 22 augustus-6 september, Canadian National Exhibition, Toronto.
- Musical Themes, september-4 december, Museum of Modern Art, New York.
- De Stijl 1917-1928, 16 december 1952-15 februari 1953, Museum of Modern Art, New York.

## 1953
- Dada, Sidney Janis Gallery, New York.
- French masters 1905-1952 Oils, 19 januari-14 februari 1953, Sidney Janis Gallery, New York.
- De Stijl 1917-1928, 15 maart-19 april 1953, Virginia Museum of Fine Arts, Richmond.
- The classic tradition in contemporary art, 24 april-28 juni 1953, Walker Art Center, Minneapolis.
- Izbor dela iz nizozemskog slikarstva od 1850 do 1950 godine, 17 meu-10 juni 1953, Zagreb (locatie onbekend).
- Izbor dela iz nizozemskog slikarstva od 1850 do 1950 godine, 17 juni-10 juli 1953, Belgrado (locatie onbekend).
- Maîtres de l'art abstrait, 10 juli-8 augustus 1953, Galerie Berggruen, Parijs.
- Formal organization in modern painting, 1-29 november 1953, Munson-Williams-Proctor Institute, Utica.
- Il Bienal, december 1953-begin 1954, Museu de Arte Moderna de São Paulo, São Paulo.

## 1954
- Pintura contemporaea de los Paises Bajos, maart 1954, Comisón Nacional de Bellas Artes, Montevideo.
- Selection III, 31 maart-5 mei, Solomon R. Guggenheim Museum, New York.
- Honderd jaren Nederlandse schilderkunst 1854-1954. Jubileumtentoonstelling Maatschappij tot bevordering van Schilder- en Tekenkunst Leeuwarden, 14 april-30 mei, Princessehof/Fries Museum, Leeuwarden.
- Selection IV, 6 oktober 1954-27 februari 1954, Solomon R. Guggenheim Museum, New York.

## 1955
- Selection of French art, 28 februari-9 april, Sidney Janis Gallery, New York.
- Cantor and Witzinger collections. 20th-century painting and sculpture, 20 maart-17 april, John Herron Art Museum, Indianapolis.
- A selection from the Solomon R. Guggenheim Museum, New York, 4 juni-3 juli, Musée des beaux-arts de Montréal, Montreal.
- Documenta. Kunst des XX. Jahrhunderts, 15 juli-18 september 1955, Museum Fridericianum, Kassel.
- Selection V, 27 juli-9 oktober, Solomon R. Guggenheim Museum, New York.
- Moderne kunst nieuw en oud, 26 juli-3 oktober, Stedelijk Museum, Amsterdam.
- 30 works by 17 modern masters, 17 oktober-26 november, Rose Fried Gallery, New York.
- Moderne Kunst neu und alt, 27 oktober-4 december, Schloss Morsbroich, Leverkusen.
- 20th Century painting and sculpture from the collection of Mr. and Mrs. Harry L. Winston, 30 oktober-27 november, University of Michigan Museum of Art, Ann Arbor.

## 1956
- Moderne Kunst neu und alt, 6 januari-5 februari, Fränkische Galerie am Marientor, Neurenberg.
- Moderne Kunst, 3-19 februari 1956, De Waag, Deventer.
- Moderne Kunst, 25 februari-21 maart, Raadhuis, Oss.
- Moderne Kunst, 23 maart-15 april, Kasteel Hoensbroek, Hoensbroek.
- The Mary E. Johnston Collection, 20 april-12 mei, Cincinnati Art Museum, Contemporary Art Center, Cincinnati.
- Abstract Art. 1910 to today, 27 april-10 juni, Newark Museum, Newark.
- The Mary E. Johnston Collection, 4-22 november, Columbus Gallery of Fine Arts, Columbus.

## 1957
- The struggle for new form, 22 januari-13 februari 1957, World House Galleries, New York.
- Art abstrait. Les premières générations, april-mei 1957, Musée d'Art et d'Industrie, Saint-Étienne.
- 50 ans de peinture abstraite, 9 mei-12 juni 1957, Galerie Creuze, Parijs.
- Basler Privatbesitz, 4 juli-29 september 1957, Kunsthalle, Bazel.
- Dichtende Maler, Malende Dichter, 3 augustus-20 oktober, Kunstverein, Sankt Gallen.
- Collecting modern art. Paintings, sculpture and drawings from the collection of Mr. and Mrs. Harry Lewis Winston, 27 september-3 november, The Detroit Institute of Arts, Detroit.
- Collecting modern art. Paintings, sculpture and drawings from the collection of Mr. and Mrs. Harry Lewis Winston, 13 december 1957-5 januari 1958, The Virginia Museum of Art, Virginia.

## 1958
- Collecting modern art. Paintings, sculpture and drawings from the collection of Mr. and Mrs. Harry Lewis Winston, 23 januari-13 maart 1958, The San Francisco Museum of Modern Art, San Francisco.
- L'art hollandais depuis Van Gogh, 6 maart-20 april 1958, Musée national d'art moderne, Parijs.
- Du cubisme à l'art abstrait, april-mei, Musées de Strasbourg, Straatsburg.
- Collecting modern art. Paintings, sculpture and drawings from the collection of Mr. and Mrs. Harry Lewis Winston, 11 april-12 mei, The Milwaukee Art Institute, Milwaukee.
- Collecting modern art. Paintings, sculpture and drawings from the collection of Mr. and Mrs. Harry Lewis Winston, 15 juni-3 augustus, Walker Art Center, Minneapolis.
- De renaissance der XXe eeuw, 4 juli-29 september 1958, Stedelijk Museum, Amsterdam.
- Leven met beelden, december 1958-januari 1959, Stedelijk Museum, Amsterdam.
- Dada, 23 december 1958-2 februari 1959, Stedelijk Museum, Amsterdam.

## 1959
- Paintings from the Stedelijk Museum, Amsterdam, 7 januari-4 februari 1959, Institute of Contemporary Art, Boston.
- Paintings from the Stedelijk Museum, Amsterdam, 12 februari-12 maart 1959, Milwaukee Art Center, Milwaukee.
- Paintings from the Stedelijk Museum, Amsterdam, 20 maart-20 april 1959, The Columbus Gallery of Fine Arts, Columbus.
- Paintings from the Stedelijk Museum, Amsterdam, 27 april-24 mei 1959, Walker Art Center, Minneapolis.
- 50 jaar verkenningen in de beeldende kunst uit de eigen verzameling en uit bevriende particuliere collecties in Nederland, 4 juli-28 september, Stedelijk Museum, Amsterdam.

## 1960
- Construction and geometry in painting. From Malevitch to ‘tomorrow’, 31 maart-4 juni 1960, Galerie Chalette, New York.
- Konkrete Kunst. 50 Jahre Entwicklung, 8 juni-14 augustus 1960, Helmhaus, Zürich.
- Construction and geometry in painting. From Malevitch to ‘tomorrow’, 5 juli-9 oktober 1960, Cincinnati Art Museum, The Contemporary Art Center, Cincinnati.
- Modern masters in West Coast collections. An exhibition selected in celebration of the twenty-fifth anniversary of the San Francisco Museum of Art, 1935-1960, 18 oktober-27 november, San Francisco Museum of Art, San Francisco.
- French paintings of the XIXth and XXth Centuries. Collection of Mr. P. Eilers, ?-19 november, Laing Galleries, Toronto.
- Construction and geometry in painting. From Malevitch to ‘tomorrow’, 11 november-30 december 1960, The Arts Club of Chicago, Chicago.
- De Stijl, 16 november 1960-9 januari 1961, Galleria Nazionale d'Arte Moderna, Rome.
- Birds and beasts from The Museum of Modern Art, 3 december 1960-8 januari 1961, Country Art Gallery, Westbury.

## 1961
- European artists from A to V, 9 januari-4 februari 1961, Sidney Janis Gallery, New York.
- Construction and geometry in painting. From Malevitch to ‘tomorrow’, 14 januari-25 februari 1961, Walter Art Center, Minneapolis.
- Paintings from the Arensberg and Gallatin collections of the Philadelphia Museum of Art, 6 februari-16 april, Solomon R. Guggenheim Museum, New York.
- The Maremont Collection at the Institute of Design, 5-30 april 1961, Institute of Design, Illinois Institute of Technology, Chicago.
- La peinture néerlandaise entre les deux guerres, 3 mei-11 juni, Musée de Peinture et de Sculpture, Grenoble.
- La peinture néerlandaise entre les deux guerres, 19 juli-1 augustus, Centre Culturel Valery-Larbaud, Vichy.
- Moderne Holländische Graphik. Handzeichnungen und Druckgraphik aus der Sammlung des Stedelijk Museum Amsterdam, 22 oktober-10 december, Graphische Sammlung der Eidgenössischen Technischen Hochschule, Zürich.
- Stedelijk Museum besøger Louisiana, 28 oktober-3 december, Louisiana Museum of Modern Art, Humlebæk.
- Art Abstrait Constructif International. AACI, 15 december 1961-10 februari 1962, Galerie Denise René, Parijs.
- Stedelijk Museum, Amsterdam besöker Moderna Museet, Stockholm, 26 december 1961-28 januari 1962, Moderna Museet, Stockholm.

## 1962
- Trends in Dutch painting since Van Gogh, 1962, National Gallery of Victoria, Melbourne.
- Linearity in paintings and drawings from the collections of the San Francisco Museum of Art, 5 februari-11 maart 1962, University Art Gallery, University of California, Berkeley.
- Samen op de kiek, 10 maart-9 april 1962, Stedelijk Museum De Lakenhal, Leiden.
- Pioniers. 50 meesterwerken. Uit: Stedelijk Museum Amsterdam, april 1962, Curaçao Museum, Willemstad.
- De tweelingmuze. Schrijvende schilders, schilderende schrijvers, 7 april-28 mei 1962, Museum voor Het Gooi en Omstreken, Hilversum.
- 31 Gestalter einer totalen visuellen Synthese. Neue Richtungen in der plastisch-kinetisch integrierten Sichtbarkeit, 14 juli-27 september 1962, Galerie d'Art Moderne, Bazel.
- Die zwanziger Jahre in Hannover, 1916-1933, 12 augustus-30 september 1962, Kunstverein, Hannover.
- Kunst von 1900 bis heute, 21 september-4 november 1962, Museum des 20. Jahrhunderts, Wenen.
- Autonome architectuur, 3 november-3 december 1962, Prinsenhof, Delft.

## 1963
- La grande aventure de l'art du XXe siècle, 8 juni-15 september 1963, Château des Rohan, Straatsburg.
- 150 jaar Nederlandse kunst. Schilderijen, beelden, tekeningen, grafiek 1813-1963, 6 juli-29 september 1963, Stedelijk Museum, Amsterdam.
- Keuze uit de aanwinsten 1957-1963, 14 september-13 oktober 1963, Haags Gemeentemuseum, Den Haag.
- Nouvelles tapisseries d'Aubusson/Nye billedvaevninger fra Aubusson, 10 november-1 december 1963, Danks Kunstindustrimuseum, Kopenhagen.
- Paintings from The Museum of Modern Art, New York, 16 december 1963-1 maart 1964, National Gallery of Art, Washington.
- Önskemuseet/The Museum of our wishes (...), 26 december 1963-16 februari 1964, Moderna Museet, Stockholm.

## 1964
- Modern masters, 11 januari-15 februari 1964, Rose Fried Gallery, New York.
- The classic spirit in 20th century art, 4-29 februari 1964, Sidney Janis Gallery, New York.
- 125 jaar Centraal Museum Utrecht, 14 maart-31 mei 1964, Centraal Museum, Utrecht.
- Mondrian, de Stijl and their impact, april 1964, Marlborough-Gerson Gallery, New York.
- Tapisseries récentes réalisées dans les ateliers Tabard à Aubusson, 8 april 1964-?, Galerie Denise René, Parijs.
- Sophie Taeuber-Arp, 24 april-22 juni 1964, Musée national d'art moderne, Parijs.
- De Stijl, 31 mei-28 juni 1964, Museum Ostwall, Dortmund.
- The Peggy Guggenheim Collection, 31 december 1964-7 maart 1965, Tate Gallery, Londen.

## 1965
- De Stijl, 7 maart-4 april 1965, Badischer Kunstverein, Karlsruhe.
- Mille ans d'art du vitrail, 5 juni-31 augustus 1965, À l'Ancienne Douane, Straatsburg.
- Signale, Manifeste, Proteste im 20. Jahrhundert, 12 juni-25 juli 1965, Städtische Kunsthalle, Recklinghausen.
- Dadaïsmus, Surrealismus, Popartismus, Opartismus, Funktionalismus, Moralismus, Neuer Realismus, 22 augustus-8 september 1965, Europäisches Forum, Alpbach.
- Dadaïsmus, Surrealismus, Popartismus, Opartismus, Funktionalismus, Moralismus, Neuer Realismus, 16 september-17 oktober 1965, Meue Galerie der Stadt, Wolfgang-Gurlitt-Museum, Linz.
- Dadaïsmus, Surrealismus, Popartismus, Opartismus, Funktionalismus, Moralismus, Neuer Realismus, 23 oktober-21 november 1965, Neue Galerie am Landesmuseum Joanneum, Graz.

## 1966
- Dada 1916-1966. Documents of the international Dada movement [reizende tentoonstelling], 1966, Goethe-Institut zur Pflege deutscher Sprache und Kultur im Ausland.
- Dada, 3 februari-27 maart 1966, Moderna Museet, Stockholm.
- Old masters in XXth century European art, 8 februari-5 maart 1966, Sidney Janis Gallery, New York.
- Les années 25. Art Déco, Bauhaus, Stijl, Esprit Nouveau, 3 maart-16 mei 1966, Musée des Arts Décoratifs, Parijs.
- [titel onbekend], april-mei 1966, William Rockhill Nelson Gallery, Kansas City.
- Vordemberge-Gildewart, 8 april-31 mei 1966, Haags Gemeentemuseum, Den Haag.
- Dada. Ausstellung zum 50-jährigen Jubiläum, 8 oktober-17 november 1966, Kunsthaus, Zürich.
- Konstruktive Malerei, 19 november 1966-8 januari 1967, Frankfurter Kunstverein, Frankfurt am Main.
- Peggy Guggenheims samling från Venedig, 26 november 1966-8 januari 1967, Moderna Museet, Stockholm.
- Dada. Exposition commémorative du cinquantenaire, 30 november 1966-30 januari 1967, Musée national d'art moderne, Parijs.

## 1967
- Selected works from 2 generations of European and American artists, 3-27 januari 1967, Sidney Janis Gallery, New York.
- Vom Konstruktivismus zur Kinetik, 1917 bis 1967, 10 juni-10 september 1967, Galerie Denise René, Hans Mayer, Krefeld.
- Museum collection. Seven decades. A selection, 28 juni-1 oktober 1967, The Solomon R. Guggenheim Museum, New York.
- Sammlung Marguerite Arp-Hagenbach, 4 november 1967-7 januari 1968, Kunstmuseum, Bazel.
- Het Haags Gemeentemuseum in Heerlen, 17 november-18 december 1967, Stadhuis, Heerlen.
- De Stijl 67, december 1967-januari 1968, Istituto Statale d'Arte, Rome.
- Holland Dada, 9-30 december 1967, Genootschap Kunstliefde, Utrecht[6]

## 1968
- The Sidney and Harriet Janis Collection, 16 januari-4 maart 1968, The Museum of Modern Art, New York.
- De Stijl, 23 februari-24 maart 1968, The Camden Arts Centre, Londen.
- Plus by minus. Today's half-century, 3 maart-14 april 1968, Albright-Knox Gallery, Buffalo.
- Collagen aus sechs Jahrzehnten, 6 april-19 mei 1968, Frankfurter Kunstverein, Frankfurt.
- L'art en Europe autour de 1918, 8 mei-15 september 1968, À l'ancienne Douane, Straatsburg.
- The Sidney and Harriet Janis Collection, 15 mei-30 juni 1968, Minneapolis Institute of Arts, Minneapolis.
- Collagen. Die Geschichte der Collage, 8 juni-18 augustus 1868, Kunstgewerbemuseum, Zürich.
- The Sidney and Harriet Janis Collection, 13 september-13 oktober 1968, The Portland Museum of Art, Portland.
- The Sidney and Harriet Janis Collection, 11 november-15 december 1968, Pasadena Art Museum, Pasadena.
- Theo van Doesburg, 13 december 1968-26 januari 1969, Van Abbemuseum, Eindhoven.

## 1969
- Selected works by XXth century European artists, 8 januari-1 februari 1969, Sidney Janis Gallery, New York.
- Die Fotomontage. Geschichte und Wesen einer Kunstform, 11 januari-5 februari 1969, Ausstellungsräume Stadttheater, Ingolstadt.
- The Sidney and Harriet Janis Collection, 13 januari-16 februari 1969, San Francisco Museum of Arts, San Francisco.
- Theo van Doesburg, 17 februari-23 maart 1969, Gemeentemuseum Den Haag.
- The Sidney and Harriet Janis Collection, 12 maart-13 april 1969, Seattle Art Museum, Seattle.
- Theo van Doesburg 1883-1931, 18 april-1 juni 1969, Kunsthalle Neurenberg, Marientor.
- Sammlung Wilhelm Hack. Kunst der Römer- und Volkerwanderungszeit. Kunst des Mittelalters. Kunst des 20. Jahrhunderts, 23 april-29 juni 1969, Kunstverein für die Rheinlande und Westfalen, Düsseldorf.
- The Sidney and Harriet Janis Collection, 14 mei-15 juni 1969, Dallas Museum of Fine Arts, Dallas.
- Sammlung Wilhelm Hack. Skulpturen, Tafelbilder, Kunstgewerbe des Mittelalters. Gemälde und Plastik des 20. Jahrhunderts, 12 juli-31 augustus 1969, Frankfurter Kunstverein, Frankfurt.
- Konstruktive Kunst, 9 augustus-7 september 1969, Kunsthalle Bazel.
- The Sidney and Harriet Janis Collection, 15 september-19 oktober 1969, Albright-Knox Art Gallery, Buffalo.
- Poesia concreta. Indirizzi concreti, visuali e fonetici, 25 september-10 oktober 1969, Bienale, Ca' Giustinian, Venetië.
- The Sidney and Harriet Janis Collection, 18 november 1969-4 januari 1970, Cleveland Museum of Art, Cleveland.
- A selection of drawings, pastels and watercolors from the collection of Mr. and Mrs. Lester Francis Avnet, 9 december 1969-25 januari 1970, New York Cultural Center, New York.

## 1970
- The Sidney and Harriet Janis Collection, 7 januari-11 februari 1970, Paleis voor Schone Kunsten, Brussel.
- Sidney and Harriet Janis Collection, 28 februari-30 maart 1970, Kunsthalle, Bazel.
- Abstrait-Concret 1930, 5 maart-5 april 1970, Galerie Weiller, Parijs.
- The Sidney and Harriet Janis Collection, 1-31 mei 1970, Institute of Contemporary Arts, Londen.
- L'art en Europe autour de 1925, 14 mei-15 september 1970, À l'Ancienne Douane, Straatsburg.
- Theo van Doesburg. The development of an architecture, 18 mei-7 juni 1970, The Museum of Modern Art, New York.
- Sidney and Harriet Janis Collection, 12 juni-2 augustus 1970, Akademie der Künste, Berlijn.
- Verzameling Marguerite Arp-Hagenbach, 28 juni-16 augustus 1970, Rijksmuseum Kröller-Müller, Otterlo.
- Sidney and Harriet Janis Collection, 11 september-25 oktober 1970, Kunsthalle, Neurenberg.
- The non-objective world 1914-1924, 30 juni-30 september 1970, Annely Juda Fine Art/Michael Tollemache, Londen.
- [titel onbekend], 2 november-10 januari 1971, The Museum of Modern Art, New York.
- Die Sammlung der Emanuel Hoffmann-Stiftung, 7 november 1970- 24 januari 1971, Kunstmuseum, Bazel.
- Vom Surrealismus bis zur Pop-Art. 100 Werke aus dem Museum of Modern Art (Sidney and Harrier Janis Collection), 12 november-27 december 1970, Württembergischer Kunstverein, Stuttgart.
- Léger and Purist Paris, 18 november 1970-24 januari 1971, Tate Gallery, Londen.

## 1971
- Von Picasso bis Warhol. 100 Werke ais dem Museum of Modern Art in New York (The Sidney and Harriet Janis Collection), 6 maart-18 april 1971, Kunsthalle, Keulen.
- ‘Was die Schönheit sei, das weiss ich nicht’. Künstler, Theorie, Werke, 30 april-1 augustus 1971, Biennale, Neurenberg.
- From Cézanne through Picasso. 100 drawings from the collection of The Museum of Modern Art, New York, 1 mei-20 juni 1971, The National Museum of Western Art, Tokio.
- La peinture non-objective 1924-1939, 1-30 juni 1971, Galerie Jean Chauvelin, Parijs.
- From Cézanne through Picasso. 100 drawings from the collection of The Museum of Modern Art, New York, 1 juli-1 augustus 1971, Ishibashi Museum, Kurume.
- The non-objective world 1924-1939, 7 juli-30 september 1971, Annely Juda Fine Art, Londen.
- Konstruktive Tendenzen zwischen den Weltkriegen aus der Sammlung Carl Laszlo (Basel), 20 juli-14 augustus 1971, Galerie im Taxispalais, Innsbruck.
- From Cézanne through Picasso. 100 drawings from the collection of The Museum of Modern Art, New York, 7 september-17 oktober 1971, Auckland City Art Gallery, Auckland.
- Il mondo della non-oggettività 1924-1939, 15 oktober-15 november 1971, Galleria Milano, Milaan.
- Bouwen '20-'40. De Nederlandse bijdrage aan het Nieuwe Bouwen, 17 september-7 november 1971, Stedelijk Van Abbemuseum, Eindhoven.
- Masters of the early constructive abstract art, oktober 1971, Galerie Denise René, New York.
- Twentienth century masters, 2 oktober-4 november 1971, Robert Elkon Gallery, New York.
- Keuze uit 10 jaar aanwinsten 1961-1971, 23 oktober 1971-9 januari 1972, Centraal Museum, Utrecht.
- From Cézanne through Picasso. 100 drawings from the collection of The Museum of Modern Art, New York, 11 november 1971-2 januari 1972, National Gallery of Victoria, Melbourne.
- Beeld-spraak. Van Luiken tot Lucebert. Beeldende kunst van schrijvers uit Nederland, 17 november 1971-8 januari 1972, Koninklijke Bibliotheek Albert I, Brussel.
- Dada in Drachten, 20 november 1971-2 januari 1972, Museum 't Coopmanshûs, Franeker.

## 1972
- Dada in Drachten, 8-31 januari 1972, Lawei, Drachten.
- Bild, Bau, Gerät, 16 januari-27 februari 1972, Von der Heydt-Museum, Wuppertal.
- Dada in Drachten, 5 februari-5 maart 1972, Stedelijk Museum, Amsterdam.
- From Cézanne through Picasso. 100 drawings from the collection of The Museum of Modern Art, New York, 16 februari-26 maart 1972, Honolulu Academy of Arts, Honolulu.
- A selection of European and American watercolors and drawings, april-juni 1972, Marlborough Fine Art, Zürich.
- Konstruktivismus. Entwicklungen und Tendenzen seit 1913, 14 september-eind december 1972, Galerie Gmurzynska + Bargera, Keulen.
- Rationale Spekulationen. Konstruktivistische Tendenzen in der europäischen Kunst zwischen 1915 und 1930, ausgewählt aus deutscher Privatsammlungen, 1 oktober-26 november 1972, Städtisches Museum, Mönchengladbach.
- Geometric abstraction 1926-1942, 7 oktober-19 november 1972, Dallas Museum of Dine Arts, Dallas.
- Philadelphia in New York, 18 november 1972-7 januari 1973, The Museum of Modern Art, New York.
- Selections from the Lydia and Harriet Lewis Winston collection, 1972-1973, Detroit Institute of Arts, Detroit.

## 1973
- Het nieuwe wereldbeeld. Het begin van de abstrakte kunst in Nederland, 1910-1925, 19 januari-28 februari 1973, Centraal Museum, Utrecht.
- Structure in art, 12 februari-2 maart 1973, University of Saskatchewan, Saskatoon.
- Het nieuwe wereldbeeld. Het begin van de abstrakte kunst in Nederland, 1910-1925, 10 maart-9 april 1973, Groninger Museum, Groningen.
- Honderd tekeningen uit het Museum of Modern Art, New York, 15 april-18 juni 1973, Rijksmuseum Kröller-Müller, Otterlo.
- Het nieuwe wereldbeeld. Het begin van de abstrakte kunst in Nederland, 1910-1925, 28 april-4 juni 1973, Stedelijk Museum, Schiedam.
- Die zwanziger Jahre. Kontraste eines Jahrzehnts, 25 mei-15 september 1973, Kunstgewerbemuseum, Zürich.
- De Stijl, 12 juni-7 juli 1973, Ingenieursbureau Dwars, Heederik en Verhey, Amersfoort.
- The non-objective world 1914-1955/Die Gegenstandslose Welt 1914-1955, 5 juli-22 september 1973, Annely Juda Fine Arts, Londen.
- Futurism. A modern Focus. The Lydia and Harry Lewis Winston collection, september 1973-1974, The Solomon R. Guggenheim Museum, New York.
- Hundred drawings from The Museum of Modern Art, New York, 22 september-4 november 1973, Graves Art Gallery, Sheffield.
- 25th anniversary exhibition. From Picasso to Dubuffet, from Brancusi to Giacometti, 2 oktober-3 november 1973, Sidney Janis Gallery, New York.
- City and machine, 5 oktober 1973-10 februari 1974, Museum of Fine Arts, Saint Petersburg.
- The non-objective world 1914-1955/Die Gegenstandslose Welt 1914-1955, 14 oktober-15 december 1973, University Art Museum, the University of Texas at Austin, Austin.
- Hundred drawings from The Museum of Modern Art, New York, 30 november 1973-6 januari 1974, Rotonda de Via Besana, Milaan.
- Varianten. Abstrakt-geometrische kunst in Nederland (reizende tentoonstelling), 1973-1974, Nederlandse Kunstkring, Amsterdam.

## 1974
- The Styl und sein Kreis, 1974, Kunsthandel Kiefisch, Keulen.
- Less is more. The influence of the Bauhaus on American art, 7 februari-10 maart 1974, Lowe Art Museum, University of Miama, Miami.
- Hundred drawings from The Museum of Modern Art, New York, 15 februari-24 maart 1974, Fondaçao Gulbenkian, Lissabon.
- De Stijl, Cercle et Carré. Entwicklungen des Konstruktivismus in Europa ab 1917, 8 maart-31 mei 1974, Galerie Gmurzynska, Keulen.
- Holland Dada, ca. april-mei 1974, Museum 't Coopmanshûs, Franeker.
- Zeitgenössische Kunst aus den Niederlanden. Aus der Sammlung des Van Abbenmuseums Eindhoven, 10 april-3 juni 1974, Kunsthalle am Marientor, Neurenberg.
- Kunst aus Polen von der Gotik bis heute, 26 juni-8 september 1974, Kunsthaus, Zürich.
- Vordemberge-Gildewart remembered, 4 juli-14 september 1974, Annely Juda Fine Art, Londen.
- Holland Dada. Paul Citroen en het Bauhaus, 27 juli-8 september 1974, Haags Gemeentemuseum, Den Haag.
- XX Century drawings and watercolours, september-oktober 1974, Marlborough Fine Art, Londen.
- Art du XXe siècle. Fondation Peggy Guggenheim Venise, 30 november 1974-3 maart 1975, Orangerie des Tuileries, Parijs.

## 1975
- Exhibition of European masters, 2 januari-1 februari 1975, Sidney Janis Gallery, New York.
- Nieuwe Beelding, Utrecht, 11 maart-13 april 1975, Collection d'Art, Amsterdam.
- In the Twenties, 21 maart-15 juni 1975, The Museum of Modern Art, New York.
- 20th century European masters, 29 oktober-30 november 1975, Sidney Janis Gallery, New York.
- Arte del XX secolo. La Collezione Peggy Guggenheim, Venezia, 3 december 1975-29 februari 1976, Galleria d'Arte Moderna, Turijn.

## 1976
- Presentatie, mei 1976, Singer Museum, Laren.
- Malewitsch - Mondriaan und ihre Kreise. Aus der Sammlung Wilhelm Hack, 26 mei-1 augustus 1976, Kunstverein, Keulen.
- Malewitsch - Mondriaan und ihre Kreise. Aus der Sammlung Wilhelm Hack, 1976, Bürgermeister-Reichert-Haus, Ludwigshafen.
- Ambiente-Arte. Bienale di Venezia, 18 juli-10 oktober 1976, Biennale, Padiglione centrale, Venetië.
- Cows, 20 juli-12 september 1976, The Queens Museum, New York.
- Piet Mondrian at the Guggenheim, 19 november 1976-april 1977, Solomon R. Guggenheim Museum, New York.
- 20th century masterpieces, 22 december 1976-15 januari 1977, Sidney Janis Gallery, New York.

## 1977
- Aspekte konstruktiver Kunst. Sammlung McCrory Corporation, New York, 14 januari-27 februari 1977, Kunsthaus, Zürich.
- Malewitsch-Mondrian. Konstruktion als Konzept. Alexander Dorner gewidmet, 27 maart-1 mei 1977, Kunstverein, Hannover.
- De Stijl, 29 maart-5 juni 1977, Israel Museum, Jeruzalem.
- Paris-New York, 1 juni-19 september 1977, Centre national d'art et de culture Georges Pompidou, Musée national d'art moderne, Parijs.
- Aspects historiques du constructivisme et de l'art concret, 3 juni-28 augustus 1977, Musée d'Art Moderne de la Ville de Paris, Parijs.
- Tendenzen der zwanziger Jahre, 14 augustus-16 oktober 1977, Neue Nationalgalerie SMPK/Akademie der Künste/Grosse Orangerie des Schlosses Charlottenburg, Berlijn.
- Théo van Doesburg. Projets pour l'Aubette, 12 oktober-12 december 1977, Centre national d'art et de culture Georges Pompidou, Musée national d'art moderne, Parijs.
- Dada in Europa. Werke und Dokumente, 10 november 1977-8 januari 1978, Städtische Galerie im Städelschen Kunstinstitut, Frankfurt.
- Zu Gast bei Käte Steinitz, 23 november-december 1977, Galerie Gmurzynska, Keulen.
- Forty modern masters. An anniversary show, 16 december 1977-5 februari 1978, The Solomon R. Guggenheim Museum, New York.

## 1978
- The original drawings of J.J.P. Oud, 1978, Architectutal Association, Londen.
- Konstruktiv kunst. McCrory samlingen, New York, 21 januari-27 maart 1978, Louisiana Museum, Humblebæk.
- L'art moderne dans les musées de province, 3 februari-24 april 1978, Grand Palais, Parijs.
- Malewitsch-Mondrian. Konstruktion als Konzept. Alexander Dorner gewidmet, 4-27 maart 1978, Neue Galerie am Johanneum, Graz.
- abstraction création 1931-1936, 2 april-4 juni 1978, Westfälisches Landesmuseum für Kunst und Kulturgeschichte, Münster.
- Malewitsch-Mondrian. Konstruktion als Konzept. Alexander Dorner gewidmet, 11 april-16 mei 1978, Carolino Augusteum, Salzburg.
- abstraction création 1931-1936, 16 juni-17 september 1978, Musée d'Art Moderne de la Ville de Paris, Parijs.
- Kunstenaren der idee. Symbolistische tendenzen in Nederland, ca. 1880-1930, 15 september-27 november 1978, Haags Gemeentemuseum, Den Haag.
- Constructivism in 20th century art, 27 september-31 december 1978, Tel Aviv Museum, Tel Aviv.
- Kunstenaren der idee. Symbolistische tendenzen in Nederland, ca. 1880-1930, 15 december 1978-10 februari 1979, Groninger Museum, Groningen.

## 1979
- Mondrian und De Stijl, mei-augustus 1979, Galerie Gmurzynska, Keulen.
- Line + movement, 17 juni-29 september 1979, Annely Juda Fine Art, Londen.
- Masters in 20th century art, 2 oktober-3 november 1979, Sidney Janis Gallery, New York.
- Constructivism and the geometric tradition. Selections from the McCrory Corporation Collection, 14 oktober-25 november 1979, Albright-Knox Art-Gallery, Buffalo.
- Origin dell'astrattismo verso altri orizzonti del reale (1885-1919), 18 oktober 1979-18 januari 1980, Palazzo Reale, Milaan.

## 1980
- Constructivism and the geometric tradition. Selections from the McCrory Corporation Collection, 16 januari-24 februari 1980, Dallas Museum of Fine Arts, Dallas.
- Abstraction. Towards a new art. Painting 1910-20, 6 februari-13 april 1980, Tate Gallery, Londen.
- Constructivism and the geometric tradition. Selections from the McCrory Corporation Collection, 14 maart-27 april 1980, San Francisco Museum of Fine Art, San Francisco.
- Constructivism and the geometric tradition. Selections from the McCrory Corporation Collection, 23 mei-8 juli 1980, La Jolla Museum of Contemporary Art, La Jolla.
- Modern masters. European paintings from the Museum of Modern Art, 5 juni-21 september 1980, Metropolitan Museum of Art, New York.
- Constructivism and the geometric tradition. Selections from the McCrory Corporation Collection, 30 juli-14 september 1980, Seattle Art Museum, Seattle.
- The Morton G. Neumann Family Collection, 31 augustus-31 december 1980, National Gallery of Art, Washington.
- Constructivism and the geometric tradition. Selections from the McCrory Corporation Collection, 30 oktober 1980-4 januari 1981, Museum of Art, Carnegie Institute, Pittsburgh.

## 1981
- Constructivism and the geometric tradition. Selections from the McCrory Corporation Collection, 23 januari-15 maart 1981, William Rockhill Nelson Gallery and Atkins Museum of Fine Arts, Kansas City.
- Small paintings from famous collections, 4 april-7 juni 1981, The Taft Museum, Cincinnati.
- Constructivism and the geometric tradition. Selections from the McCrory Corporation Collection, 22 april-1 juni 1981, The Detroit Institute of Arts, Detroit.
- Constructivism and the geometric tradition. Selections from the McCrory Corporation Collection, 14 juli-26 augustus 1981, Milwaukee Art Center, Milwaukee.
- Constructivism and the geometric tradition. Selections from the McCrory Corporation Collection, 13 november-20 december 1981, Denver Art Museum, Denver.
- European masters, 3-31 december 1981, Signey Janis Gallery, New York.

## 1982
- De Stijl, 1917-1931. Visions of Utopia, 31 januari-28 maart 1982, Walker Art Center, Minneapolis.
- De Stijl, 1917-1931. Visions of Utopia, 20 april-27 juni 1982, The Hirshhorn Museum and Sculpture Garden, Smithsonian Institution, Washington.
- De Stijl, 1917-1931, 6 augustus 1982-?, Stedelijk Museum, Amsterdam.
- De Stijl, 1917-1931, ?-4 oktober 1982, Kröller-Müller Museum, Otterlo.
- Art and dance, 9 november 1982-8 januari 1983, Institute of Contemporary Art, Chicago.
- 60 works. The Peggy Guggenheim Collection, 18 november 1982-13 maart 1983, Solomon R. Guggenheim Museum, New York.

## 1983
- Art and dance, 6 maart-24 april 1983, Toledo Museum of Art, Toledo (Ohio).
- De nalatenschap van Theo en Nelly van Doesburg. Schenking Van Moorsel, 1 april-17 juli 1983, Haags Gemeentemuseum, Den Haag.
- Présences polonaises, 23 juni-26 september 1983, Centre Georges Pompidou, Parijs.
- Art and dance, 26 juni-25 september 1983, Neuberger Museum of Art, Purchase (New York).
- The 1st Russian show. A commemoration of the Van Diemen exhibition Berlin 1922, 15 september-3 december 1983, Annely Juda Fine Art, Londen.
- Dreams and nightmares. Utopian visions in modern art, 8 december 1983-12 februari 1984, Hirshhorn Museum and Sculpture Gallery, Washington.

## 1984
- The spirit of modernism. The Tremaine Collection, 26 februari-29 april 1984, The Wadsworth Atheneum, Hartford (Connecticut).
- Die Sprache der Geometrie, Kunstmuseum, Bern, 17 maart-13 mei 1984.

## 1985
- Tre pionérer for Polsk avant-garde / Three pioneers of Polish avant-garde, 8 juni-31 augustus 1985, Fyns Kunstmuseum, Odense.
- Vom Klang der Bilder. Die Musik in der Kunst des 20. Jahrhunderts, 6 juli-22 september 1985, Staatsgalerie, Stuttgart.
- Tre pionérer for Polsk avant-garde / Three pioneers of Polish avant-garde, 31 augustus-6 oktober 1985, Kunstmuseum, Herning.
- Contrasts of form. Geometric abstract art 1910-1980. From the collection of The Museum of Modern Art, including the Riklis Collection of McCrory Corporation, 2 oktober 1985-7 januari 1986, The Museum of Modern Art, New York.
- Meisterwerke des 15.-20. Jahrhunderts aus der Sammlung Thyssen-Bornemisza, 3 oktober-1 december 1985, Nationalgalerie, Boedapest, 13 december 1985-9 februari 1986, Neue Galerie, Szombathely.
- 100 years of Dutch painting. Highlights from the Stedelijk Museum, Amsterdam, 13 oktober-10 november 1985, Niigata City Art Museum, Niigata.
- 100 years of Dutch painting. Highlights from the Stedelijk Museum, Amsterdam, 16 november-22 december 1985, Iwaki City Art Museum, Iwaki.

## 1986
- 100 years of Dutch painting. Highlights from the Stedelijk Museum, Amsterdam, 4 januari-11 februari 1986, Shimonoseki City Art Museum, Shimonoseki.
- Tre pionérer for Polsk avant-garde / Three pioneers of Polish avant-garde, 9 januari-9 februari 1986, Sonja Henies og Niels Onstads Stiftelser, Kunstsentret, Høvikodden.
- 100 years of Dutch painting. Highlights from the Stedelijk Museum, Amsterdam, 21 februari-23 maart 1986, Tsukashin Hall, Amagasaki.
- 100 years of Dutch painting. Highlights from the Stedelijk Museum, Amsterdam, 29 maart-13 mei 1986, Seibu Museum of Art, Tokio.
- Contrasts of form, 17 april-15 juni 1986, Biblioteca Nacional, Madrid.
- Contrasts of form, 15 juli-25 augustus 1986, Museo Nacional de Bellas Artes, Buenos Aires.
- Pioniere der abstrakten Kunst aus der Sammlung Thyssen-Bornemisza, 1-30 september 1986, Galerie Gmurzynska, Keulen.
- Contrasts of form, 5 september-19 oktober 1986, Museu de Arte de São Paulo, São Paulo.
- De Stijl csoport 1917-1931, 7 oktober-3 november 1986, Magyar Nemzeti Galéria, Boedapest.
- 4 x Paryz. Paris en quatre temps [1913-1925-1947-1972], 15 oktober 1986-12 januari 1987.
- Contrasts of form, 11 november 1986-4 januari 1987, Museo de Arte Contemporaneo, Caracas.

## 1987
- ‘Die Axt hat geblüht ...’. Europäische Konflikte der 30er Jahre in Erinnerung an die frühe Aventgarde, 11 oktober-6 december 1987, Städtische Kunsthalle, Düsseldorf.

## 1988
- Wege zur Abstraktion. 80 Meisterwerke aus der Sammlung Thyssen-Bornemisza, 30 april-18 juli 1988, Villa Vauban, Luxembourg, 13 augustus-9 oktober 1988, Haus der Kunst, München, 10 november 1988-15 januari 1989, Museum des 20. Jahrhunderts, Wenen.
- L’ABCD de l’art moderne. 21 peintures + 1 sculpture, 4 november-18 december 1988, Institut Néerlandais, Parijs.
- Theo van Doesburg. Schilder en architect, 18 december 1988-19 februari 1989, Museum Boymans-van Beuningen, Rotterdam.

## 1989
- Konstruktivismus lengyelországban, 15 december 1989-11 februari 1990, Nationalgalerie, Boedapest.

## 1990
- Mondrian e De Stijl. L'ideale moderno, 19 mei-2 september 1990, Fondazione Giorgio Cini, Venetië.
- From Van Gogh to Picasso, from Kandinsky to Pollock, 9 september-9 december 1990, Palazzo Grassi, Venetië.
- Paris 1930. Arte abstracto. Arte Concreto, Cercle et Carré, 20 september-2 december 1990, IVAM Centre Julio González, Valencia.

## 1991
- Obras maestras de la collección Guggenheim. De Picasso a Pollock, 17 januari-13 mei 1991, Museo Nacional Centro de Arte Reina Sofia, Madrid.

## 1992
- Joaquin Torres-Garcia en Theo van Doesburg, 31 mei-23 augustus 1992, Institute of Contemporary Art, Amsterdam.

## 1994
- La beauté exacte. Art Pays-Bas XXe siècle. De Van Gogh à Mondrian, 25 maart-17 juli 1994, Musée d'Art Moderne de la Ville de Paris, Parijs.
- A Gallery of Modern Art, 15 augustus-16 oktober, Washington University Gallery of Art, St. Louis.
- Die neue Wirklichkeit. Abstraktion als Weltentwurf, 9 oktober 1994-29 januari 1995, Wilhelm Hack-Museum, Ludwigshafen.
- Kurt Schwitters, 24 november 1994-20 februari 1995, Centre Georges Pompidou, Parijs.
- L’Orizzonte. De Chagall a Picasso, de Pollock a Cragg, 18 december 1994-23 april 1995, Castello di Rivoli, Rivoli.

## 1995
- Kurt Schwitters, 6 april-18 juni 1995, IVAM Centre Julio González, Valencia.
- Berlin-Moskau 1900-1950, 3 september 1995-7 januari 1996, Berlinische Galerie, Berlijn.
- Kurt Schwitters, 16 september-27 november 1995, Musée de Grenoble, Grenoble.

## 1996
- Berlin-Moskau 1900-1950, 1 maart-1 juli 1996, Poesjkinmuseum, Moskou.
- Degas, Cézanne, Picasso. Meisterwerke aus Schweizer Privatbesitz, 25 september-8 december 1996, Kunstforum der Bank Austria, Wenen.
- Tanz in der Moderne. Von Matisse bis Schlemmer, 26 oktober 1996-26 januari 1997, Kunsthalle Emden.
- Georges Vantongerloo, 15 december 1996-31 maart 1997, Ronny Van de Velde, Antwerpen.

## 1997
- Du Greco à Mondrian, 24 januari-27 april, Fondation de l'hermitage, Lausanne.
- Tanz in der Moderne. Von Matisse bis Schlemmer, 6 februari-27 april 1997, Haus der Kunst, München.
- Années 30 en Europe. Le temps menaçant 1929-1939, 20 februari-25 mei 1997, Musée d'Art Moderne de la Ville de Paris, Parijs.
- Flemish and Dutch painting from Van Gogh, Ensor, Magritte, Mondrian to contemporary artists, 16 maart-13 juli 1997, Palazzo Grassi, Venetië.
- De Stijl 1917-1932. Art and environment of neoplasticism, Sezon Museum of Art, Tokio, 13 december 1997-15 februari 1998.

## 1998
- 7 × Sikkensprijs, 20 februari-19 april 1998, Stedelijk Museum De Lakenhal, Leiden.
- De Stijl 1917-1932. Art and environment of neoplasticism, Hyogo Prefectural Museum of Modern Art, Kobe, 21 februari-5 april 1998.
- De Stijl 1917-1932. Art and environment of neoplasticism, Toyota Municipal Museum of Art, Chunichi, 21 april-21 juni 1998.
- The origins of modern art in France, 15 mei-13 september 1998, Singapore Art Museum, Singapore.
- Als golfslag op het strand ... Ad Dekkers en zijn tijd, 20 juni-23 augustus 1998, Stedelijk Museum, Amsterdam.
- Rendez-vous. Masterpieces from the Centre Georges Pompidou and the Guggenheim Museums, 16 oktober 1998-24 januari 1999, Solomon R. Guggenheim Museum, New York.

## 1999
- Dageraad van de moderne kunst. Leiden en omstreken 1890-1940, 2 april-29 augustus 1999, Stedelijk Museum De Lakenhal, Leiden.
- Aufstieg und Fall der Moderne, 9 mei-1 augustus 1999, Kunstsammlung zu Weimar, Weimar.
- Das XX. Jahrhundert. Ein Jahrhundert Kunst in Deutschland, 4 september 1999-9 januari 2000, Neue Nationalgalerie, Berlijn.

## 2000
- Theo van Doesburg; schilder, dichter, architect, 12 maart-18 juni, Kröller-Müller Museum, Otterlo.
- Theo van Doesburg; schilder, dichter, architect, 12 maart-18 juni, Centraal Museum, Utrecht.

## 2006
- Grid - Matrix, 25 oktober-31 december, Mildred Lane Kemper Art Museum, Saint Louis.[7]
- Konstruktive Aspekte von Mondrian bis Kelly, 26 oktober-10 december, Galerie Proarta, Zürich.[7]

## 2007
- Ausgerechnet..., 10 februari-29 april, Museum im Kulturspeicher, Würzburg.[7]
- Icoon van het Modernisme. Van Doesburgs Aubette, 15 juni-30 september, Nederlands Architectuurinstituut, Rotterdam.
- De Stijl en Theo van Doesburg, 24 mei-15 juli, RAP Architectuurcentrum, Leiden.
- De Stijl in Tilburg, 8 september 2007-6 januari 2008, Museum De Pont, Tilburg.

## 2008
- Collections Permanent/Provisoire II, 27 februari-14 mei, Musée des Beaux-Arts, Tourcoing.[7]
- Genau und Anders. Mathematik in der Kunst von Dürer bis Sol LeWitt, 29 februari-18 mei, MUMOK Wenen.[7]
- traces du sacré, 7 mei-11 augustus 2008, Centre Georges Pompidou, Parijs.[7]
- traces du sacré, 19 september 2008-11 januari 2009, Haus der Kunst, München.[7]
- Notation: Kalkül und Form in den Künsten, 20 september-16 november 2008, Akademie der Künste, Berlijn.[7]

## 2009
- Van Doesburg and the International Avant-Garde, 20 oktober 2009-3 januari 2010, Stedelijk Museum De Lakenhal, Leiden, 4 februari-16 mei 2010, Tate Modern, Londen.